# Capim Branco (kommun i Brasilien)
Capim Branco är en kommun i Brasilien.   Den ligger i delstaten Minas Gerais, i den sydöstra delen av landet, 600 km sydost om huvudstaden Brasília. Antalet invånare är 8 880.
I omgivningarna runt Capim Branco växer i huvudsak städsegrön lövskog. Runt Capim Branco är det tätbefolkat, med 266 invånare per kvadratkilometer.